# フクロウ目
フクロウ目（フクロウもく、梟目、学名 Strigiformes）は鳥類の1目である。
ミミズクと呼ばれるものも同じ仲間で、はっきりとした区別（分類学上の区別）はない。頭部の上方に突き出た耳のように見えるものを羽角（うかく）というが、羽角のない種をフクロウ、羽角のある種をミミズクと呼んでいる。

## 分布
南極を除く全大陸に分布し、特に熱帯では多様性が高く、グリーンランドにまで生息している。日本には10種ほどが生息している。

## 形態

### 目と耳
両目が頭部の前面に位置しており、上下にも僅かにずれている。
フクロウは遠目が利くが、逆に数十センチ以内の近い範囲ははっきりと見ることができない。瞳孔が大きく、弱い光に敏感な桿体細胞が網膜に多いため、夜目がきく（ただしその代償として昼間は眩しすぎるため、目を細めていることが多い）。フクロウの目の感度は人間の100倍。他の多くの鳥類と異なり、両目が正面にあるため立体視が可能で、静止していても対象までの正確な距離を把握できる。
両耳は、耳穴が左右でずれた位置に存在し、奥行きも違っている。左右非対称であることにより、音源の方向を立体的に認識することが可能になっている。また、パラボラ型の顔面の羽毛が対象の発するわずかな音を集め、聴覚を助ける役目をする。
暗所に強い目と、驚異的な聴力がフクロウ目の夜間ハンティングを可能にしている。

### くちばし、翼、足
ワシのような形をしたくちばしをもつ。目の周囲を縁取るようにはっきりとした顔盤という羽毛が生えた部位がある。耳角と呼ばれる耳のように見える羽は耳ではなく、耳は顔盤のすぐ後ろに位置している。耳の位置は左右で異なっている。
フクロウ目の羽毛は柔らかく、風切羽の周囲には綿毛が生え、はばたきの音を和らげる効果があるため、ほとんど音を立てることなく飛行できる。
趾（あしゆび）のうち、いちばん外側の第4趾の関節が非常に柔軟で、多くの鳥類のような三前趾足（第1趾のみが後ろで前3本後1本）から対趾足（前2本後2本）に切り替えることができる。

## 生態
多くの種が夜行性で、フクロウ目は数少ない夜行性の鳥類（鳥類全体の約3％）の中で大きな割合を占める。肉食で小型の哺乳類や他の鳥類、昆虫などを鋭い爪で捕獲し捕食する。一部には魚を捕食する種もみられる。森林にすむ種は木の洞穴を住処とし、岩肌を利用したり、他の鳥の古巣を使うこともある。単独またはつがいで生活する。
種類によっては、刺激を受けると、外見上の体の大きさを変えるものもいる。

## 系統と分類
フクロウ目は、スズメ目などと共に land bird クレードに含まれるが、land bird クレードの初期に分岐した類縁関係のはっきりしない目のひとつである。
2科27属220種が現生する。このほかいくつかの化石科がある。
- メンフクロウ科 Tytonidae - 2属18種
- フクロウ科 Strigidae - 25属202種、フクロウ、シマフクロウ、アオバズクなど。
- †Ogygoptyngidae - Ogygoptynx など
- †Protostrigidae - Eostrix など
- †Sophiornithidae

フクロウ目は古くは、猛禽類として分類されてきた。カール・フォン・リンネは、タカ類・ハヤブサ類・モズ類と共にタカ目 Accipitres に分類した。
1990年代のSibley分類では、現在のフクロウ目・ヨタカ目・アマツバメ目ズクヨタカ科の構成種を含めていた。彼らは狭義のフクロウ目とヨタカ目（ズクヨタカ科を含む）は姉妹群だとしており、それらを合わせた群の名称がフクロウ目となったのは命名規則のためである。
フクロウ目とヨタカ目は夜行性・捕食性という生態が共通しており、頭骨にも共通点が発見された（ただしアマツバメ目とも共通である）。2000年代前半までは、これらが近縁であるという説は、同じ目に分類するかどうかは別としてある程度の支持を得ていた。しかし2004年、夜行性に関連したAanat遺伝子の分析により、両目の夜行性は収斂進化によるものだとされ、さらにそれに続く包括的な分子系統により現生鳥類全体の系統が明らかになると、両目の類縁性は否定された。

## 文化

### 神話や伝承
鳥の中ではカラスのほうが知能は高いが、フクロウは古代ギリシャでは女神アテナの従者であり、「森の賢者」と称されるなど知恵の象徴とされている。
古代エジプトではヒエログリフの「m」の文字をフクロウを表すものとしたが、しばしばこのヒエログリフを復活と攻撃のために足の折れたいけにえのフクロウとして記述した。
日本ではフクロウは死の象徴とされ、フクロウを見かけることは不吉なこととされていた。
青森県北津軽郡嘉瀬村（現・五所川原市）では、死んだ嬰児の死霊を「タタリモッケ」といって、その霊魂がフクロウに宿るといわれた。岩手県和賀郡東和町北成島（現・花巻市）ではフクロウを「しまこぶんざ」といい、子供が夜更かししていると「しまこぶんざ来んど」（フクロウが来て連れて行かれる、の意）といって威す風習があった。
現在では、「不苦労」、「福郎」のゴロ合わせから福を呼ぶものとも言われている。
ホピ族（北アメリカの先住民）でもフクロウは不潔で不気味な生き物とされている。2003年にアメリカの教育委員会が多文化への対応のために児童の教科書のフィクションの項目を再調査したとき、北アメリカの先住民の文化によって従来の蛇やサソリに対するそれのように、フクロウに関する記述や問題を子供たちが怖がってテストが混乱しないように、フクロウについてのこれらの物語や問題を新しい教科書やカリキュラムから取り除かなければならないとの結論に達した。
ヨーロッパでは学問の神、英知の象徴とされる。
近年、アジアなどで食用や飼育、様々な用途で密輸され、摘発されるケースがある。2010年代以降、フクロウ目の飼育が日本で人気を博しており、乱獲や密輸を助長すること、飼育下で動物福祉が無視されていることから、フクロウの専門家や動物愛護団体は問題視している。
- ミネルヴァのフクロウ

### キャラクター
- ファンタジー小説「ハリー・ポッター」シリーズにフクロウが登場することから、一時期ペットとしての人気が高まったが、あまり飼いやすい鳥ではない。
- 1998年の長野オリンピックのマスコットキャラクター「スノーレッツ（4羽のフクロウ）」もこれをモチーフとしていた。
- また、静かさを感じさせるイメージから騒音規制の標識のイラスト、知的なイメージからかメガネ量販店「メガネスーパー」の商標、夜行性な所から、コンビニエンスストアで24時間営業を表すマークにも使われる事もある。
- 河出書房新社の河出文庫やKAWADE夢文庫の背表紙などにはフクロウが描かれている。また、図説のシリーズは『ふくろうの本』と銘打っており、文庫と同様にフクロウが描かれている。
- 『科学忍者隊ガッチャマン』シリーズのみみずくの竜や『鳥人戦隊ジェットマン』のイエローオウルといったアニメや特撮のヒーローのモチーフになる事もあった。いずれも、ずんぐりとした体型のキャラクターが役どころになっている。
- 藤田和日郎の漫画『邪眼は月輪に飛ぶ』では、その眼で見られると命を奪われる邪眼を持つフクロウが登場しているが、これは古来より伝えられてきたフクロウの不吉な側面に由来したものである。
- アメリカ合衆国のファンタジー小説『ガフールの勇者たち』はフクロウ世界の冒険と戦いを描いた物語であり、主人公のメンフクロウを始めとして、カラフトフクロウやシロフクロウなど、さまざまな種類のフクロウたちが大勢登場する。
- サッカーJリーグ、北海道コンサドーレ札幌のエンブレムは、シマフクロウをモチーフにしている。また、マスコットキャラクター、ドーレくんのモチーフもシマフクロウである。
- 池袋駅 - 石像「いけふくろう」がある。

## 関連書籍
- 『ふくろう』、パイ インターナショナル、2014年、 ISBN 978-4-7562-4512-0
- 横田雅博 『えぞふくろうのきもち』、北海道新聞社、2016年、 ISBN 978-4-89453-823-8
- マイク・アンウィン著、デヴィッド・ティプリング写真、五十嵐友子翻訳 『世界で一番美しいフクロウの図鑑』、エクスナレッジ、2017年、 ISBN 978-4-7678-2233-4
- ♪鳥くん『かわいいふくろう』エムディエヌコーポレーション発行、インプレス発売、2017年12月21日、ISBN 978-4-8443-6727-7
- 大橋弘一監修 『もふもふ もふもふ～ ふくろうの赤ちゃん』、講談社ビーシー／講談社、2018年、 ISBN 978-4-06-513122-0